# 착륙복행

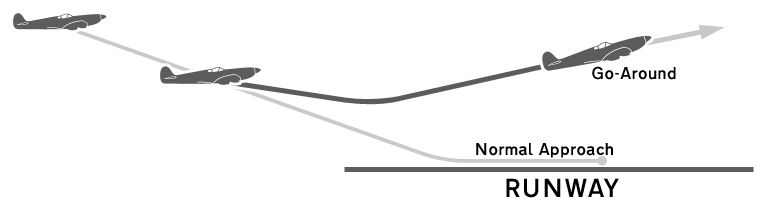
착륙복행의 과정

착륙복행(着陸復行)은 시계 비행(VFR), 계기 비행(IFR)을 불문하고 항공기가 완전히 착지하지 않고 다시 상승한 상태에서 비행하는 방식을 의미한다. 고 어라운드(영어: go-around)라고 부르기도 한다.

## 개요
착륙복행은 조종사가 자신의 판단에 따라 진행하지만 관제사가 활주로 또는 항공 교통 상황 등의 사유로 도착기의 활주로 진입이 안전하지 않다고 판단될 때에 지시를 내리기도 한다. 접지점에서 착지 후 재이륙하는 터치 앤드 고는 주로 착륙 연습 상황에서 복행하는 것을 의미한다.
해군 항공대에서는 고 어라운드(go-around)가 아니라 웨이브 오프(wave off)라고 부른다. 여객기의 오토파일럿에 착륙 모드 과정에서 단추를 누르기만 하면 가속화되고 상승하는 기능을 탑재하고 있는 기종도 있다.

## 진입 복행
진입복행은 계기 비행을 통해 진입한 항공기가 그 진입의 지속을 포기하고 공시된 방식이나 사전 통보된 방식에 따라 비행하는 방식이다. 미스드 어프로치(missed-a pproach)라고도 한다.
진입복행 경로는 계기 진입 방식에 따라 정해져 있으며 일반적으로는 초단파 전방향 무선표지(VOR), 거리측정장치(DME), 무지향성 표지(NDB) 상공 등을 이용하여 선회 대기하는 형식으로 띁난다. 착륙을 위해 다시 진입하려면 관제관의 진입 허가가 필요하다. 계기 진입을 통한 진입 허가에는 진입 복행의 허가가 포함된다.

## 착륙복행·진입복행이 이뤄질 경우
착륙복행·진입복행은 관제사의 지시에 의한 경우와 조종사 스스로의 판단에 따르는 경우가 있다.
- 일정한 고도까지 강하 해도 시계 불량으로 인해 활주로가 보이지 않는 경우
- 바람(윈드시어)으로 인해 안전한 착륙이 어려울 경우
- 활주로에 있는 장애물이나 이륙기, 선행 착륙기로 인해 관제 간격을 확보할 수 없다고 판단한 경우
- 항공모함에서 비행할 때는 기본적으로 조종사가 아니라 비행 갑판상 책임자에서 독립한 비행신호사관(LSO)이 판단을 내린다. 조종사는 비행신호사관이 조작하는 광학 비행장치의 비행 복행 라이트(wave-off lights)가 점멸할 경우에 비행을 중단하고 즉시 복행한다. 어레스팅 후크가 어레스팅 기어에 걸리지 않는 경우와 같이 비행 실패가 있는 경우에는 자기 판단에 따라 착함 복행을 진행한다.

## 같이 보기
- 터치 앤드 고